# Serie D
Serie D er den fjerdebedste fodboldrække i Italien.